# 엔리크 루세로
엔리크 루세로(Enrique Lucero, 1920년 10월 9일 ~ 1989년 5월 9일)는 멕시코의 배우이다.
치와와주에서 태어났다.

## 영화
- 언더 화이어 (1983년)
- 황금 계곡의 비밀 (1982년)
- 에메랄드의 눈 (1981년)
- 긴 이별 (1973년)
- 더 리벤저스 (1972년)
- 암살자 (1972년)
- 황금의 꿈 (1971년)
- 호건과 사라 (1970년)
- 샤크! (1969년)
- 와일드 번치 (1969년)
- 타잔 - 마이크 헨리 편 1 (1966년)
- 타라후마라 (1965년)
- 던디 소령 (1965년)
- 황야의 7인 (1960년)